# Maria Paola Turcutto
Maria Paola Turcutto (Cividale del Friuli, 2 gennaio 1965) è un'ex ciclista su strada, ciclocrossista e mountain biker italiana.
Su strada vinse il Trofeo Alfredo Binda nel 1991 e il titolo nazionale a cronometro nel 1992, e prese parte alla prova dei Giochi olimpici 1992 a Barcellona. Dopo l'addio alle corse su strada si dedicò prima alla mountain bike, vincendo un bronzo mondiale nella specialità del cross country, e poi al ciclocross, aggiudicandosi tre titoli nazionali.

## Palmarès

### Strada
- 1988

Giro del Friuli
- 1991

Trofeo Alfredo Binda
- 1992

Giro del Piave
3ª tappa Tour de l'Aude (Limoux > Limoux)
Campionati italiani, Prova a cronometro

#### Altri successi
- 1992

Vertemate con Minoprio

### Ciclocross
- 1995-1996

Campionati italiani
- 1996-1997

Campionati italiani
- 2001-2002

Campionati italiani
- 2002-2003

Cyclocross Cornuda

### Mountain bike
- 1995

Campionati italiani

## Piazzamenti

### Grandi Giri
- Giro d'Italia

1989: 28ª
1990: 19ª
1993: 10ª
- Tour de France/Tour de la CEE/Tour Cycliste

Tour de France 1989: 26ª
Tour de la CEE 1991: 31ª
Tour Cycliste 1992: 7ª
Tour de la CEE 1992: 12ª

### Competizioni mondiali
- Campionati del mondo su strada

Stoccarda 1991 - In linea: 23ª
- Campionati del mondo di ciclocross

Zolder 2002 - Elite: 12ª
Monopoli 2003 - Elite: 6ª
- Campionati del mondo di mountain bike

Francia 1993 - Cross country: 21ª
Vail 1994 - Cross country: 7ª
Kirchzarten 1995 - Cross country: 10ª
Cairns 1996 - Cross country: 3ª
- Giochi olimpici

Barcellona 1992 - In linea: 32ª

### Competizioni europee
- Campionati europei di mountain bike

Svizzera 1993 - Cross country: 4ª
Métabief 1994 - Cross country: 3ª
Italia 1996 - Cross country: 4ª